# Beni Mellal-Quenifra
Beni Mellal-Quenifra (em francês: Béni Mellal-Khénifra; em árabe: بني ملال - خنيفرة; romaniz.: Bani Mallal Khnifṛa; em berbere:  ⵜⴰⵎⵏⴰⴹⵜ ⵏ ⴰⵢⵜ ⵎⵍⵍⴰⵍ ⵅⵏⵉⴼⵔⴰ) é uma das 12 regiões administrativas de primeiro nível de Marrocos criadas pela reforma administrativa de 2015. A sua capital administrativa é a cidade de Beni Melal. Tem uma área de 28 374 km² e 2 520 776 habitantes (em 2014) (densidade: 88,8 hab./km²).
A região está dividida em cinco províncias, 19 círculos e 135 comunas.

## Províncias
A primeira divisão administrativa da região é feita entre províncias.
| Província       | Área (em km²) | Habitantes (em 2014) | Habitantes (em 2004) |
| --------------- | ------------- | -------------------- | -------------------- |
| Azilal          | 10.050        | 554.001              | 504.500              |
| Beni Mellal     | 4.528         | 550.678              | 488.505              |
| Khouribga       | 4.250         | 542.125              | 499.144              |
| Fquih Ben Salah | 2.547         | 502.827              | 457.513              |
| Quenifra        | 6.723         | 371.145              | 357.904              |
| Total           | 28.374        | 2.520.776            | 2.307.566            |

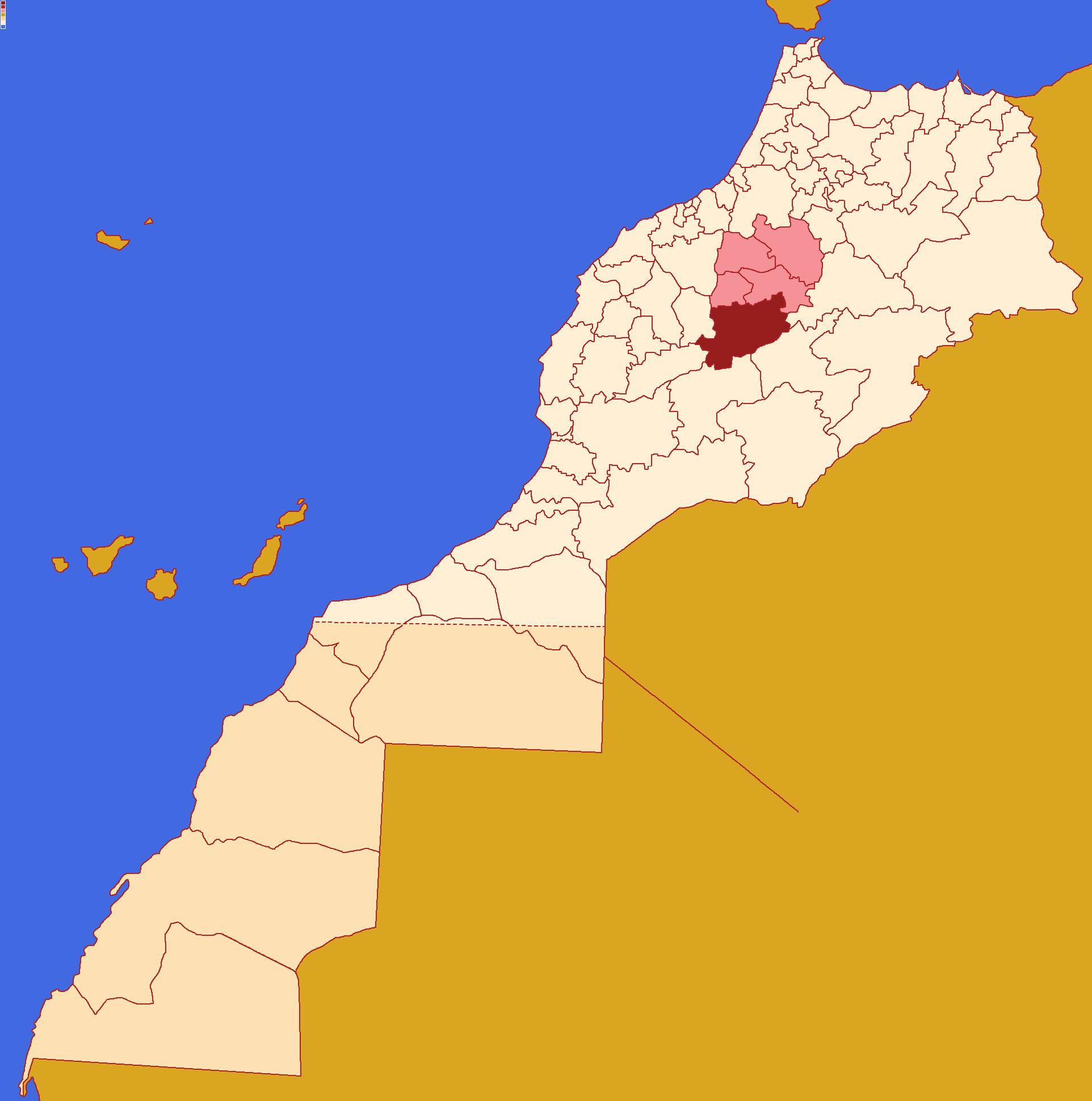
Província de Azilal
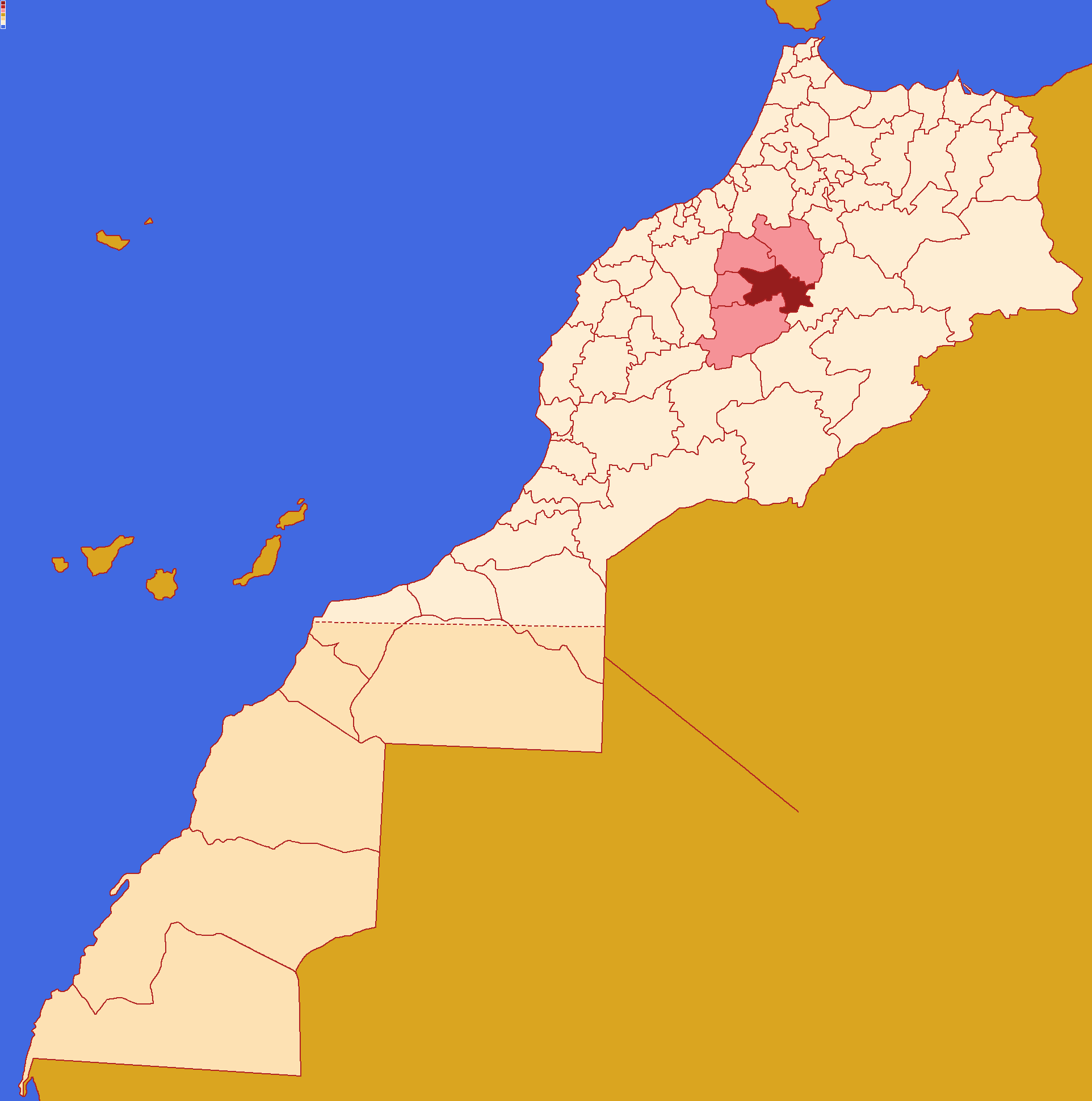
Província de Beni Mellal
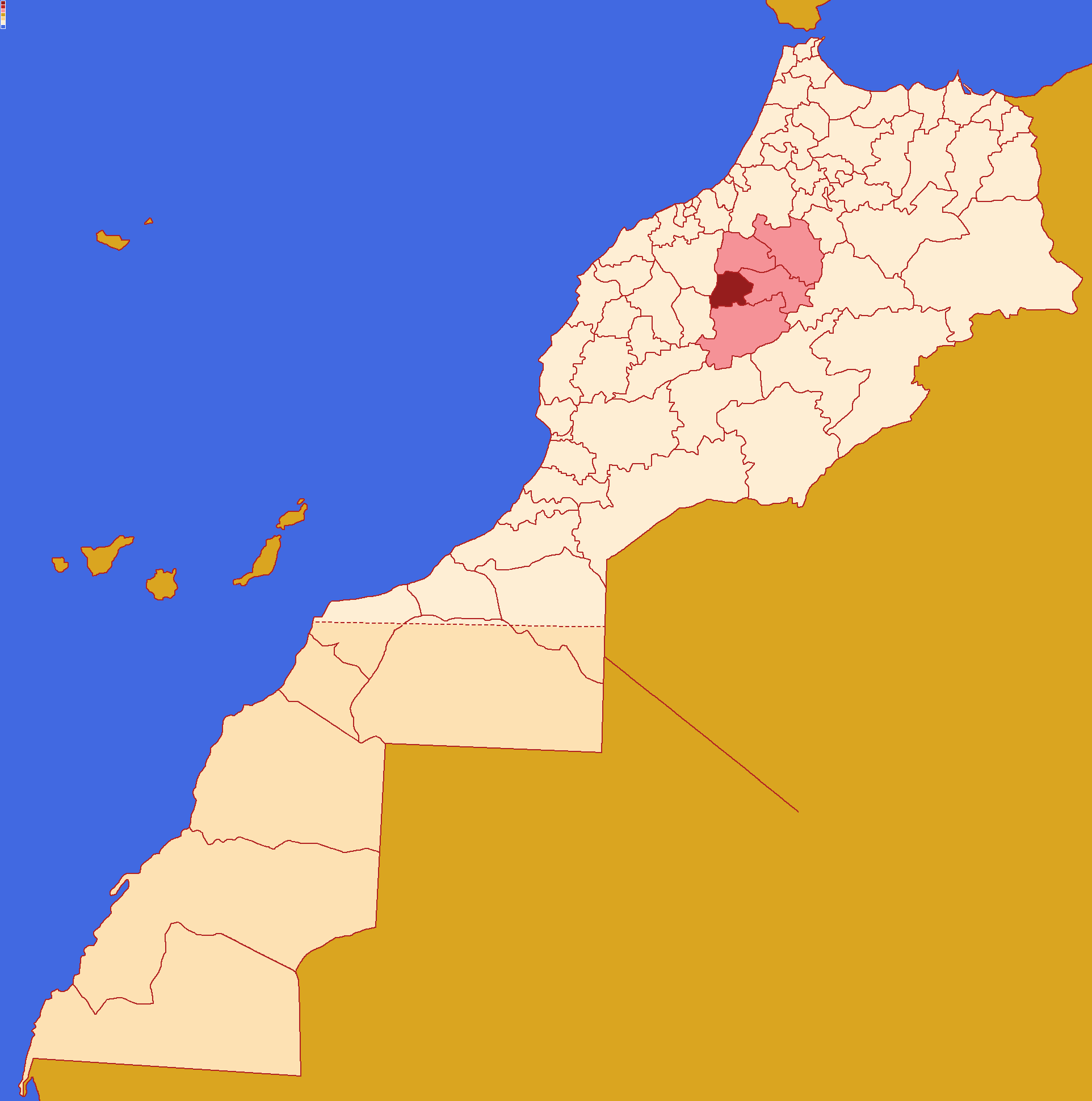
Província de Fquih Ben Salah
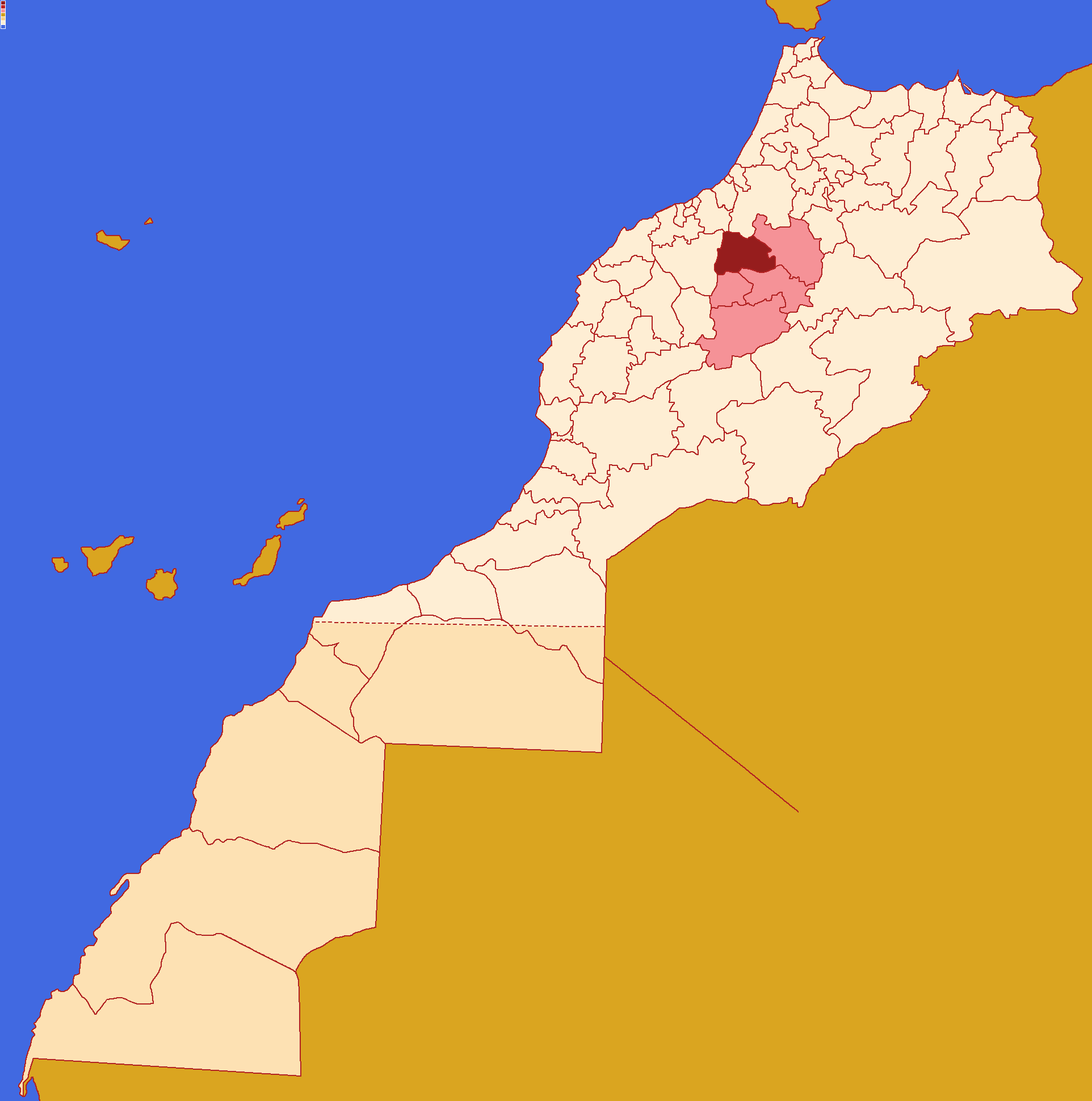
Província de Khouribga
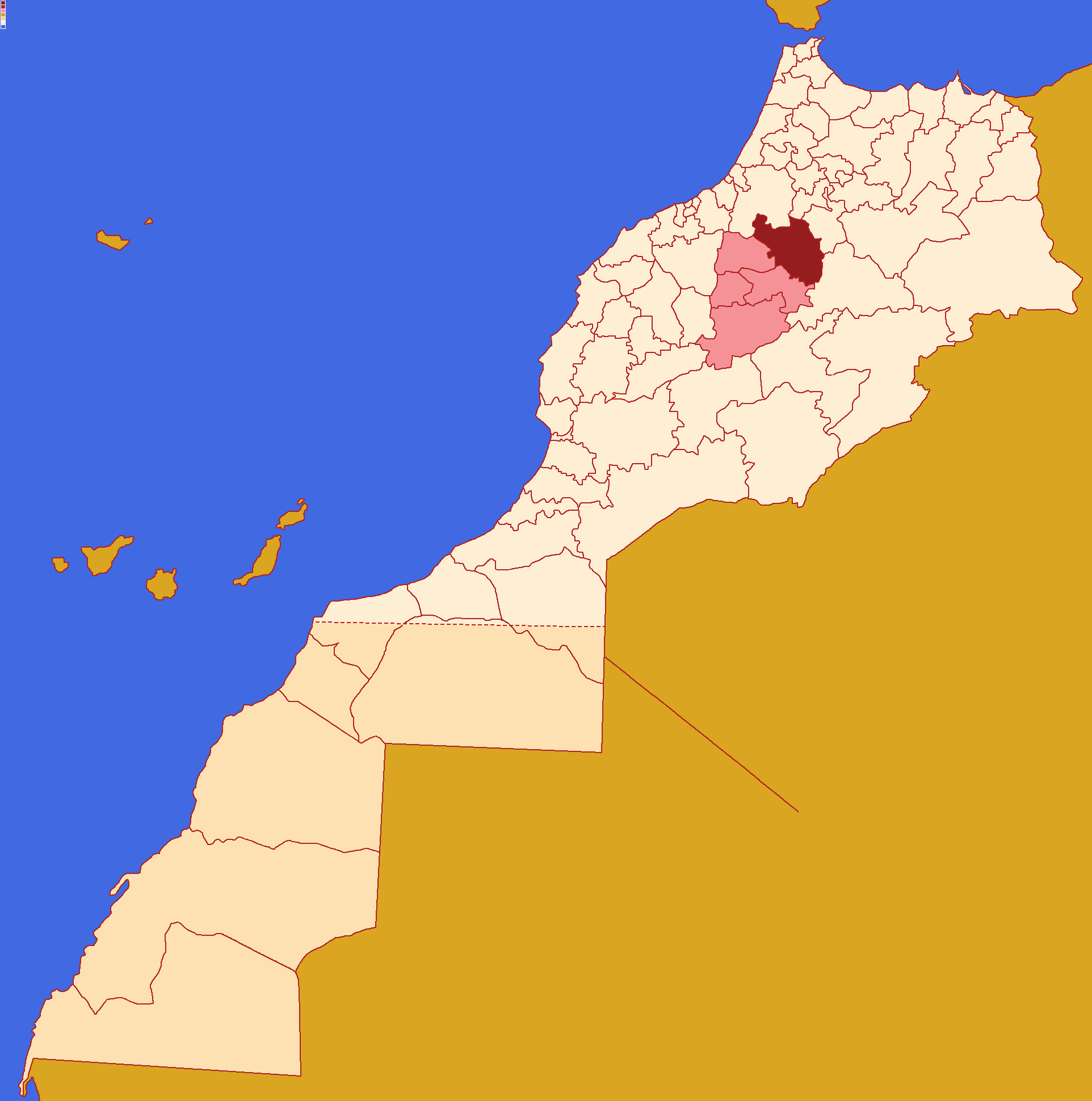
Província de Quenifra

## Demografia

#### Crescimento populacional
O crescimento populacional da região foi a seguinte:
| 2004      | 2014      |
| --------- | --------- |
| 2.307.566 | 2.520.776 |

#### População urbana e rural
A distribuição populacional em termos urbanos e rurais é a seguinte:
|                  | 2004      | 2014      |
| ---------------- | --------- | --------- |
| População urbana | 1.074.209 | 1.238.739 |
| População rural  | 1.233.357 | 1.282.037 |
| Total            | 2.307.566 | 2.520.776 |

## Economia
Agricultura: consiste na produção de cereais, hortaliças, arboricultura e beterraba sacarina.
Minas: produção de fosfatos.
Artesanato: produtos de tecelagem e cerâmica tradicionais.
Turismo: turismo de montanha, verde, rural e de aventura.
Energia e água: centrais hidroeléctricas para produção de energia elétrica.

### PIB regional
O PIB regional em 2015 era de 57,601 milhões de dirrãs (Dh), o que corresponde a 22 742 Dh per capita. O total nacional em 2015, era de 988,021 milhões de dirrãs, o que corresponde a 28 953 Dh per capita.
Em termos nacionais, a região é responsável por 5,8% da riqueza nacional marroquina.